# Пара атлетика
Пара-атлетика је спорт атлетике којим се баве особе са инвалидитетом као параспортом . Атлетски догађаји у оквиру параспорта су углавном исти као и они који су доступни за радно способне људе, са два велика изузетка у тркама у инвалидским колицима и бацању штапа, који су специфични за дивизију. Овај спорт је познат под разним именима, укључујући атлетику са инвалидитетом, атлетику са инвалидитетом и параолимпијску атлетику . Такмичари највишег нивоа могу се назвати елитним спортистима са инвалидитетом . 
Такмичари су обично организовани у три широке категорије: спортови глувих, спортисти са физичким инвалидитетом и спортисти са интелектуалним инвалидитетом . Глуви спортисти се обично такмиче међу собом, док се спортисти са физичким и интелектуалним инвалидитетом обично процењују и дају им параатлетску класификацију, која групише спортисте са сличним нивоима способности. Ове класификације регулише Међународни параолимпијски комитет (МПЦ) и састоје се од једног слова и броја: Т за атлетику или Ф за терен, затим број који дефинише ниво способности. У такмичењу, такмичења се могу одвијати између спортиста идентичне класе ако је број довољан, у супротном низ сличних класа може се такмичити у истом такмичењу.  Раза бодовни систем се може користити на теренским такмичењима како би се омогућило спортистима различитих способности да се директно такмиче.
Параолимпијска атлетика је један од спортова на Параолимпијским играма од 1960. године,   иако се глуви спортисти и спортисти са интелектуалним инвалидитетом такмиче одвојено на Светским играма глувих и Специјалних олимпијских игара . Три главна светска првенства у параатлетици су Светско првенство у параатлетици, Светско првенство глувих у атлетици и ИНАС светско првенство у атлетици . Друга велика параатлетска такмичења одржавају се у оквиру ИВАС светских игара и ИНАС Глобалних игара . 